# 빅 더 바이킹: 토르와 마법의 검
《빅 더 바이킹: 토르와 마법의 검》(영어: Vic the Viking and the Magic Sword)는 2019년 공개된 독일의 영화이다.

## 줄거리
용감한 빅은 아빠를 따라 언젠가 바이킹이 되어 바다로 나가고 싶어한다.
어느 날 빅의 아빠이자 바이킹 족장인 할바는 라이벌로부터 ‘마법의 검’을 훔치게 되고
황금으로 바꾸는 마법을 가진 검을 서로 갖고자 바이킹족은 한바탕 소동에 빠진다.
마법의 검에 의해 황금으로 굳어버린 엄마를 되찾기 위해 빅은 모험을 떠나게 되고
아스가르드로 향하던 중 신화 속 영웅 '토르'와 '로키'를 만나게 되는데…
과연 빅은, 마법의 검을 둘러싼 비밀을 밝히고 엄마를 구할 수 있을까?